# TvOS
tvOS è un sistema operativo sviluppato dalla Apple Inc. per la Apple TV di quarta generazione. È stato annunciato il 9 settembre 2015 durante l'evento Apple, insieme alla Apple TV di quarta generazione. Il 26 ottobre dello stesso anno, è stato reso disponibile il pre-ordine della Apple TV (quarta generazione), mentre le spedizioni sono iniziate la settimana seguente. Durante l'evento Apple, Andy Sum ha presentato il videogioco Crossy Road, disponibile per la Apple TV attraverso il tvOS App Store. È stato anche annunciato che altre applicazioni (come Netflix e HBO Now) sarebbero arrivate in tvOS.

## Storia
Il 30 ottobre 2015 è stata resa disponibile la Apple TV (quarta generazione), con incluso tvOS 9.0. Il 9 novembre dello stesso anno è stato rilasciato tvOS 9.0.1, un aggiornamento che risolve bug minori.
tvOS 9.1 è stato rilasciato l'8 dicembre 2015, con OS X 10.11.2, iOS 9.2 e watchOS 2.1. Insieme a questi aggiornamenti, Apple ha anche aggiornato l'app Remote per iOS e watchOS, includendo alcune funzionalità base per gestire la Apple TV (quarta generazione).
Il 25 dicembre 2015 Facebook ha rilasciato il suo SDK per tvOS, permettendo agli utenti di autenticarsi e condividere stati su Facebook, oltre a usare Facebook Analytics nello stesso modo in cui funziona su iOS.
Il 2 dicembre 2015 anche Twitter ha rilasciato il servizio per autenticarsi su tvOS (Digits), permettendo agli utenti di accedere ad applicazioni o servizi tramite un semplice codice univoco, accessibile online.
L'11 marzo 2016 il Team Pangu ha annunciato via Twitter che avrebbero creato un jailbreak per la Apple TV (quarta generazione) con tvOS 9.0 e 9.0.1 e che sarebbe stato rilasciato la settimana seguente.
Il 13 giugno 2016, durante la WWDC, Eddy Cue ha annunciato tvOS 10. Quest'ultima offrì nuove funzionalità, come un notevole miglioramento di Siri, la registrazione singola per le iscrizioni, Dark Mode e la nuova applicazione Remote per controllare la Apple TV.

## Funzioni
Con tvOS 9 sono state aggiunte molte nuove funzionalità per la Apple TV (quarta generazione). Una delle principali è la possibilità di muoversi tra le interfacce con il nuovo telecomando fornito di touchpad, attraverso delle multi-touch gestures. È stato introdotto un nuovo App Store, nel quale l'utente può scaricare e installare delle nuove applicazioni (come app e giochi). È stato anche aggiunto Siri, il quale permette di eseguire comandi richiesti dall'utente, ad esempio la ricerca dei film/show televisivi o attori. È possibile anche tornare indietro di 15 secondi il film che si sta guardando. tvOS aggiunge anche il supporto per il pairing con un telecomando di terze parti, un MFIGamepad oppure con una tastiera Bluetooth.